# Tomashevich Pegas
Il Tomashevich Pegas (in caratteri cirillici Томашевич Пегас) era un bimotore monoposto da attacco al suolo, armato probabilmente da quattro mitragliatrici montate sul muso, costruito in Unione Sovietica durante la seconda guerra mondiale. Questo aereo è stato prodotto in soli cinque esemplari e perciò non è un aereo molto conosciuto.

## Storia

### Sviluppo
Fu disegnato sotto la supervisione del maggior generale Dmitrij Lûdvigovič Tomaševič e l'iniziale sviluppo riguardò un velivolo dalle diverse configurazioni. Venne iniziata la costruzione di tre prototipi nell'inverno tra il 1942 ed il 1943, designati semplicemente con la sigla 01, 02, e 03, e che differivano tra loro per particolari minori. In particolare, 02 e 03 erano caratterizzati da una fusoliera leggermente accorciata nella sua estremità anteriore.
I test di volo non furono incoraggianti, rivelando problemi di manovrabilità. Inoltre la sezione anteriore non permetteva al pilota una buona visibilità sia in avanti che verso il basso nella fase di approccio al bersaglio. Per sopperire a queste carenze venne realizzato un quarto prototipo, lo 04, terminato entro l'estate del 1943 e che differiva in modo significativo dai primi tre.
La differenza più evidente consisteva nella riduzione delle dimensioni del muso e che determinò lo spostamento ventrale della mitragliatrice Berezin UB calibro 12,7 mm precedentemente inserita nella struttura. Lo 04 venne portato in volo per la prima volta nel luglio 1943 dando migliore prova dei suoi predecessori, dimostrando una buona manovrabilità anche con un solo motore funzionante. Tuttavia non venne presa alcuna decisione sulla sua produzione in serie ed i quattro esemplari vennero inviati in un poligono presumibilmente per la formazione degli equipaggi da destinare ai reparti di bombardamento. Dopo l'estate 1943 non si riscontra alcuna informazione circa l'utilizzo dei quattro esemplari. Benché sia citato nella bibliografia la costruzione di un quinto esemplare questo sembra essere stato realizzato per "статиспытаний", cioè prove statiche.
Il Pegas aveva delle caratteristiche operative molto limitate come una velocità di 200 km/h, un limitato raggio d'azione, carrello fisso ed una grande vulnerabilità all'artiglieria antiaerea; era motorizzato con 2 Shvetsov-Okromechko M-11.

### Impiego operativo
L'aereo venne utilizzato solo una volta durante la Battaglia di Kursk e, nonostante avesse distrutto alcuni veicoli tedeschi, le prestazioni furono considerate del tutto insoddisfacenti e perciò non venne messo in produzione.

## Modellismo
- Amodel scala 1/72